# I cancelli dell'universo
I cancelli dell'universo (The Gates of Creation) è un romanzo fantascientifico del 1972 scritto da Philip José Farmer. È il secondo libro del Ciclo dei fabbricanti di universi.

## Trama
Wolff svegliatosi improvvisamente, si rende immediatamente conto che Chryseis è stata rapita da suo padre Urizen.
Appena giunto nell'universo del padre, reincontra alcuni dei suoi fratelli e cugini insieme alla temibile Vala.
Dopo aver vagato per molti giorni insieme ai parenti e aver affrontato difficili sfide, il gruppo, decimato da alcuni tradimenti, riesce ad arrivare sino al centro dell'universo.
All'interno, Wolff scopre che in realtà Urizen fu imprigionato da Vala molto tempo prima ed è stata lei a rapire Chryseis.
A seguito di una violenta colluttazione, Wolff riesce a liberare Chryseis e a riportarla nel suo universo.

## Edizioni
- Philip José Farmer, I cancelli dell'universo, Galassia n° 157, C.E.L.T., 1972.
- Philip José Farmer, I cancelli dell'universo, in Fabbricanti di universi, collana Cosmo Oro n° 15, Editrice Nord, 1974,  p. 648, ISBN 88-429-0312-4. (Il volume comprende i primi quattro romanzi del ciclo.)
- Philip José Farmer, I cancelli dell'universo, Bigalassia n° 44, C.E.L.T., 1979.